# Asceles malaccae
Asceles malaccae är en insektsart som först beskrevs av Henri Saussure 1868.  Asceles malaccae ingår i släktet Asceles och familjen Diapheromeridae. Inga underarter finns listade i Catalogue of Life.